# راجر ویکر
راجر ویکر (به انگلیسی: Roger Wicker) (زادهٔ ۵ ژوئیه ۱۹۵۱) سناتور ایالت ایالت میسیسیپی در سنای ایالات متحده آمریکا است که برای نخستین‌بار در ۳۱ دسامبر ۲۰۰۷ به‌عضویت این مجلس درآمد. وی در زمرهٔ سناتورهای گروه اول است که تنها دو سال در سنا حضور دارند و در انتخابات بعدی نیز مجدداً می‌توانند شرکت کنند و تا تاریخ ۳ ژانویه ۲۰۱۹ در این مجلس خواهد بود.